# أزلاك (آيت ربعمية 2)
أزلاك هو دُوَّار يقع بجماعة آيت سدرات السهل الشرقية، إقليم تنغير، جهة درعة تافيلالت في المملكة المغربية. ينتمي الدوّار لمشيخة آيت ربعمية 2 التي تضم 14 دوار. يقدر عدد سكانه بـ 1190 نسمة حسب الإحصاء الرسمي للسكان والسكنى لسنة 2004.

## روابط خارجية
- البوابة الوطنية للجماعات الترابية
- المندوبية السامية للتخطيط